# 香港仔聖伯多祿天主教小學
香港仔聖伯多祿天主教小學（英語：Aberdeen St. Peter's Catholic Primary School），是天主教香港教區的一所學校，位於香港南區香港仔石排灣邨第二期。直屬聖伯多祿中學。
前身為香港仔聖伯多祿學校，1958年創校，於香港仔聖伯多祿堂毗鄰。1988年7月，獲教育署批准在鴨利洲利東邨興建一所新校舍，交天主教香港教區管理，定名為「聖伯多祿天主教小學」。
聖伯多祿天主教小學的下午校在2005年9月遷至香港仔石排灣邨的新校舍，成為全日制學校。遷校後正名為香港仔聖伯多祿天主教小學，並因石排灣邨是黃竹坑邨拆卸的安置屋邨，接收中華基督教會基恆小學、同系黃竹坑天主教小學，以及香港西區婦女福利會鄧肇堅小學的未畢業學生。
校舍位於石排灣邨重建前第2、3座舊址，其中第2座是26座問題公屋之一。此校亦是房委會代建的最後一座標準型校舍、全港最後一座早期型小學千禧校舍，以及最後兩座30班設計千禧校舍之一（另一座是潮陽百欣小學）。此後，所有學校建設工程均由建築署直接監理。

## 著名校友
- 林嶺東：已故導演
- 林國盛：美國醫學博士、香港大學高級講師
- 詹漢銘：香港潮商學校校長
- 陳啟榮：醫生
- 陳楚為：中醫師
- 林可瑩：新聞主播

## 外部連結
- 香港仔聖伯多祿天主教小學 （页面存档备份，存于）